# هاگ‌داران
هاگ‌داران یا اَپی‌کامپلکسا (Apicomplexa) یک گروه بزرگ از حبابچه‌داران رنگی (آغازیان) می‌باشند که اغلب دارای یک اندامک منحصر به فرد به نام اَپی‌کامپلاست و یک مجموعه ساختار رأسی که برای نفوذ به یاخته میزبان است، می‌باشد.